# I Don't Want to Be
"I Don't Want to Be" er en sang af Gavin DeGraw. Den udkom i 2003 sammen med hans debutalbum Chariot. Den blevet udgivet på en single i Australien i 2004 og i UK i 2005. 
| Musik | Spire Denne musikartikel er en spire som bør udbygges. Du er velkommen til at hjælpe Wikipedia ved at udvide den. |